# RabbitMQ
RabbitMQ és un agent de missatges o broker de codi obert que implementa el protocol AMQP (acrònim d'Advanced Message Queuing Protocol). El servidor RabbitMQ està escrit amb el llenguatge de programació Erlang i construït amb l'entorn Open Telecom Platform. Les biblioteques RabbitMQ són disponibles per a la majoria de llenguatges de programació. RabbitMQ va ser creat per Rabbit Technologies Ltd. El 2010 aquesta companyia va ser adquirida per  SpringSource, una divisió de VMware.

## Parts
El projecte RabbitMQ consta de diferents parts:
- El servidor d'intercanvi RabbitMQ.
- Passarel·les per als protocols HTTP, XMPP i STOMP.
- Biblioteques de clients per a Java i el framework .NET. (Biblioteques similars per a d'altres llenguatges també es troben disponibles).
- El plugin Shovel (pala) que s'encarrega de copiar (replicar) missatges des d'un corredor de missatges a d'altres.

## Exemple
Aquesta secció presenta una mostra de programa escrita en Python per a enviar i rebre missatges emprant una cua :

### Enviar
El següent codi estableix una connexió, assegura que la cua del recipient existeix, llavors envia un missatge i finalment tanca la connexió :
```
#!/usr/bin/env python

import
 
pika

connection
 
=
 
pika
.
BlockingConnection
(
pika
.
ConnectionParameters
(
host
=
'localhost'
))

channel
 
=
 
connection
.
channel
()

channel
.
queue_declare
(
queue
=
'hello'
)

channel
.
basic_publish
(
exchange
=
''
,
 
routing_key
=
'hello'
,
 
body
=
'Hello World!'
)

print
(
" [x] Sent 'Hello World!'"
)

connection
.
close
()

```

### Rebre
Igualment, el següent codi rep missatges de la cua i els visualitza a la pantalla :
```
#!/usr/bin/env python

import
 
pika

connection
 
=
 
pika
.
BlockingConnection
(
pika
.
ConnectionParameters
(
host
=
'localhost'
))

channel
 
=
 
connection
.
channel
()

channel
.
queue_declare
(
queue
=
'hello'
)

print
(
' [*] Waiting for messages. To exit press CTRL+C'
)

def
 
callback
(
ch
,
 
method
,
 
properties
,
 
body
):

 
print
(
" [x] Received 
%r
"
 
%
 
body
)

channel
.
basic_consume
(
callback
,
 
queue
=
'hello'
,
 
no_ack
=
True
)

channel
.
start_consuming
()

```